# إسماعيل عمر جيلي
إسماعيل عمر جيله (بالفرنسية: Ismaïl Omar Guelleh) (مواليد 27 نوفمبر 1947 في ديرة داوا، إثيوبيا) هو سياسي جيبوتي، وثاني رئيس لجمهورية جيبوتي منذ استقلالها عن فرنسا.

## بداية حياته
ولد إسماعيل عمر جيله في مسقط رأسه بديرة داوا شرقي إثيوبيا، وتلقى تعليمه في المعهد الديني في إثيوبيا وجيبوتي. التحق بعد ذلك بالشرطة الفرنسية حتى وصل إلى رتبة مفتش

## العمل السياسي
ترك الشرطة الفرنسية وقاد حركة استقلال الشعب الأفريقي فمثّل الحركة في كثير من البعثات الخارجية، وكان عضو بفريق التفاوض للاستقلال عن فرنسا في عام 1977. وبعد الاستقلال عيّن رئيسًا لمجلس الوزراء الرئاسي، وهو المنصب الذي ظل يشغله لمده 22 عام. واندمجت حركة استقلال الشعب الأفريقي مع أحزاب أخرى لينبثق عنها حزب التجمع الشعبي للتقدم وذلك في عام 1979. وفي عام 1983 انتخب للجنة المركزية للحزب وترأس اللجنة الثقافية للحزب في باريس. وفي عام 1996 انتخب للمرة الثالثة نائبًا لرئيس الحزب.

## رئاسة جيبوتي
وفي فبراير 1999 رشحه حزب التجمع الشعبي للتقدم لرئاسة جيبوتي، بعد أن قرر الرئيس الجيبوتي حسن جوليد (1916-2006)، الذي حكم جيبوتي منذ استقلالها عام 1977 حتى عام 1999، عدم ترشحه للانتخابات وبذلك رشح إسماعيل عمر جيله للرئاسة وانتخب رئيسًا في 8 مايو 1999.
ظفر بولاية رئاسية ثالثة على التوالي عام 2011 (ولمدة 5 سنوات) بحسب النتائج الرسمية بعد فرز الأصوات في نحو 90٪ من مراكز الاقتراع (352 من أصل 387)، حاصلاً على 79,26٪ من الأصوات مقابل 20,74٪ لمنافسه الوحيد محمد ورسمه راجه (وهو مستقل تدعمه أقلية من المعارضة) وبنسبة مشاركة بلغت 68,51٪.
وقاطع الانتخابات تحالفا المعارضة (الاتحاد من أجل التداول الديمقراطي واتحاد الحركات الديمقراطية الذي أنشئ حديثاً) بسبب عدم اتفاقهما على مرشح مشترك ولأنهما يشككان في استقلالية اللجنة الانتخابية. كما انتقدث المعارضة (التي قاطعت الانتخابات الرئاسية في 2005 أيضاً) الإصلاح الدستورى الذي أقره في أبريل 2010 برلمان يؤيد جيله بالكامل وأتاح له أن يترشح لولاية ثالثة تم خفضها إلى خمس سنوات بدلا من ست. ورغم تأكيد غيله أن هذه الولاية ستكون ولايته الأخيرة فإن المعارضة ترى فيها «الباب المفتوح للرئاسة مدى الحياة».

## مصدر
الجزيرة.نت: غيله رئيسا لجيبوتي لولاية ثالثة  - أبريل 2011

## روابط خارجية
- إسماعيل عمر جيلي على موقع الموسوعة البريطانية (الإنجليزية)
- إسماعيل عمر جيلي على موقع مونزينجر (الألمانية)